# Groot Barrièrerif

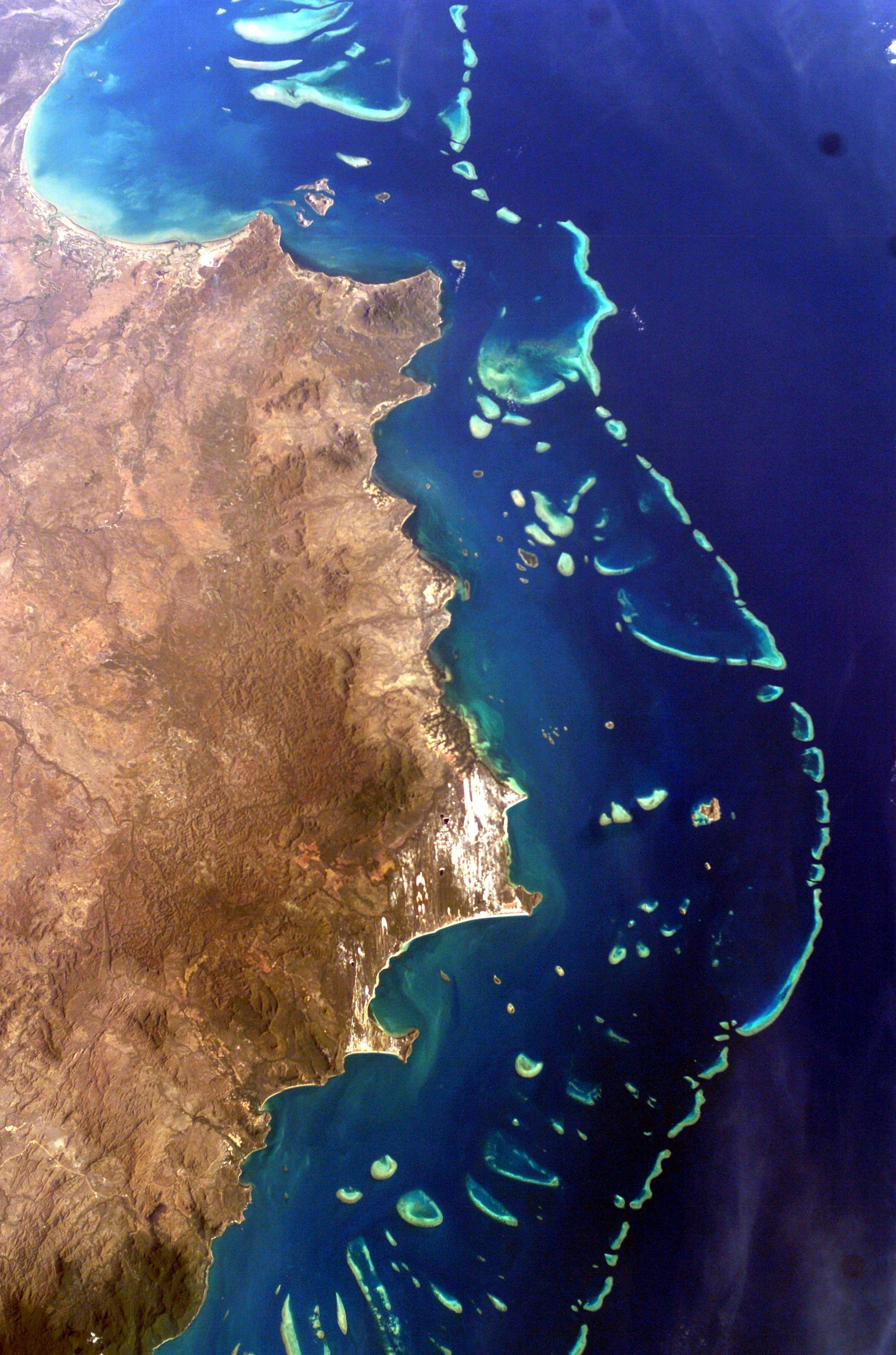
Satellietfoto met een deel van het Groot Barrièrerif

Het Groot Barrièrerif is het grootste koraalrif ter wereld. Het bestaat uit meer dan 2.900 individuele riffen en 900 eilanden die zich uitstrekken over 2600 kilometer over een gebied van ongeveer 334.400 vierkante kilometer. Het rif is gelegen in de Koraalzee, voor de kust van Queensland in Noord-Oost Australië.
Het Groot Barrièrerif kan vanuit de ruimte waargenomen worden en is 's werelds grootste alleenstaande structuur, gemaakt door levende organismen. Deze rifstructuur bestaat uit en werd gemaakt door miljoenen kleine organismen, bekend als koraalpoliepen. Het bevat een grote diversiteit aan leven en werd in 1981 geselecteerd voor de Werelderfgoedlijst. CNN benoemde het tot een der zeven natuurlijke wereldwonderen,.
Het Groot Barrièrerif is de grootste toeristische attractie van Australië. Vanuit plaatsen als Cairns en Townsville worden veel toeristische activiteiten ontplooid rondom het rif, waaronder duiktochten en rondvaarten.

## Toestand
Er wordt veel onderzoek gedaan naar de toestand van het Groot Barrièrerif. Mogelijk is het rif al vanaf 1870 beschadigd geraakt, toen kolonisten in Queensland neerstreken. Door boskap en landbemesting zou slib en mest de oceaan zijn binnengesijpeld, waardoor koraal minder goed groeide of afstierf.
Een in 2009 gepubliceerde studie van een Australisch onderzoeksteam heeft daarbij aangetoond dat de snelheid waarmee koraal kalk uit het zeewater opneemt, de voorgaande 20 jaar sterk was afgenomen. Dit zou leiden tot een vertraagde groei van steenkoralen in dit gebied. Volgens onderzoekers was dit mogelijk een gevolg van de toename van kooldioxide (CO2) in de atmosfeer waardoor oceanen geleidelijk verzuren, of van de opwarming van het zeewater.
In oktober 2012 brachten Australische onderzoekers naar buiten dat het totale koraalrif ten opzichte van 1985 met de helft was geslonken. De afname zou voor 48 procent worden veroorzaakt door stormen, voor 42 procent door koraaletende zeesterren en slechts voor 10 procent door de opwarming van het oceaanwater, wat aanvankelijk als voornaamste oorzaak werd gezien. Gedeeltelijk herstel zou mogelijk zijn door bestrijding van de zeesterrenpopulatie, maar kan vele jaren duren.
In 2016, en opnieuw in 2017, in 2020 en in 2022 werd alarm geslagen na een massaal fenomeen van verbleking van koraal, waardoor ruim een derde van het koraal in het noordelijke en centrale gedeelte zou zijn afgestorven.

Verschillende soorten koraal nabij Cairns
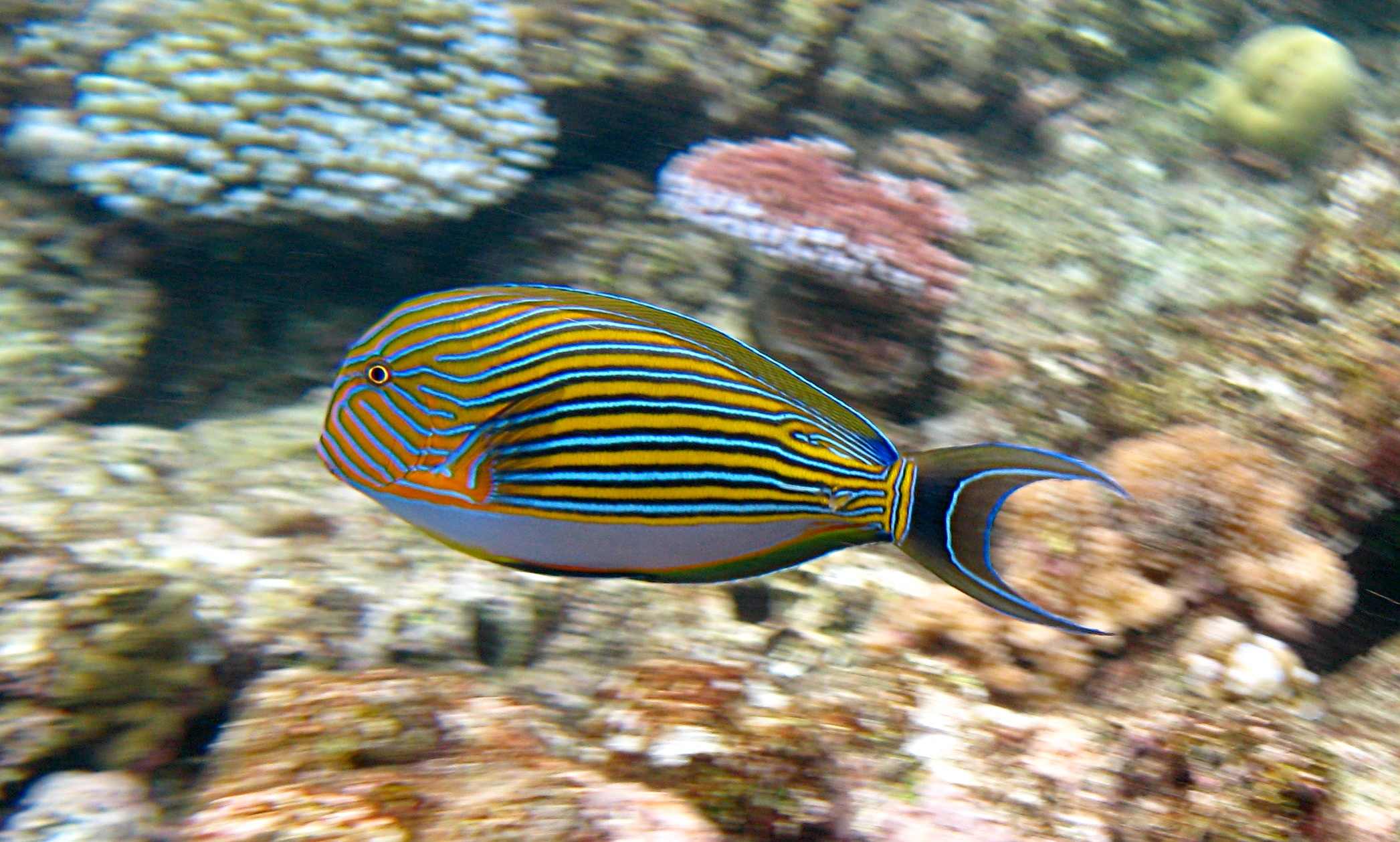
Acanthurus lineatus met koraalrif op de achtergrond
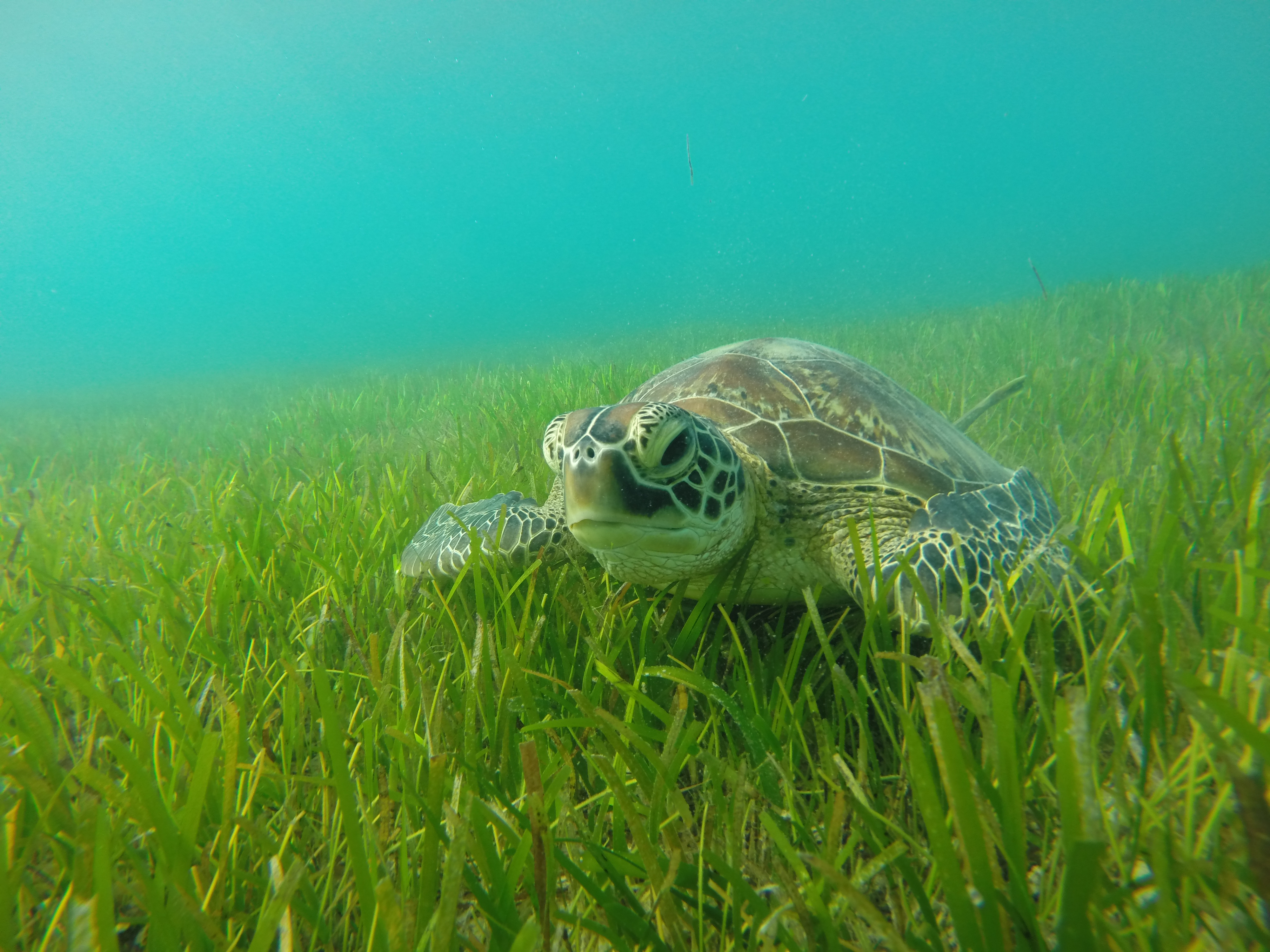
Soepschildpad nabij Green Island